# 주하이 에어쇼

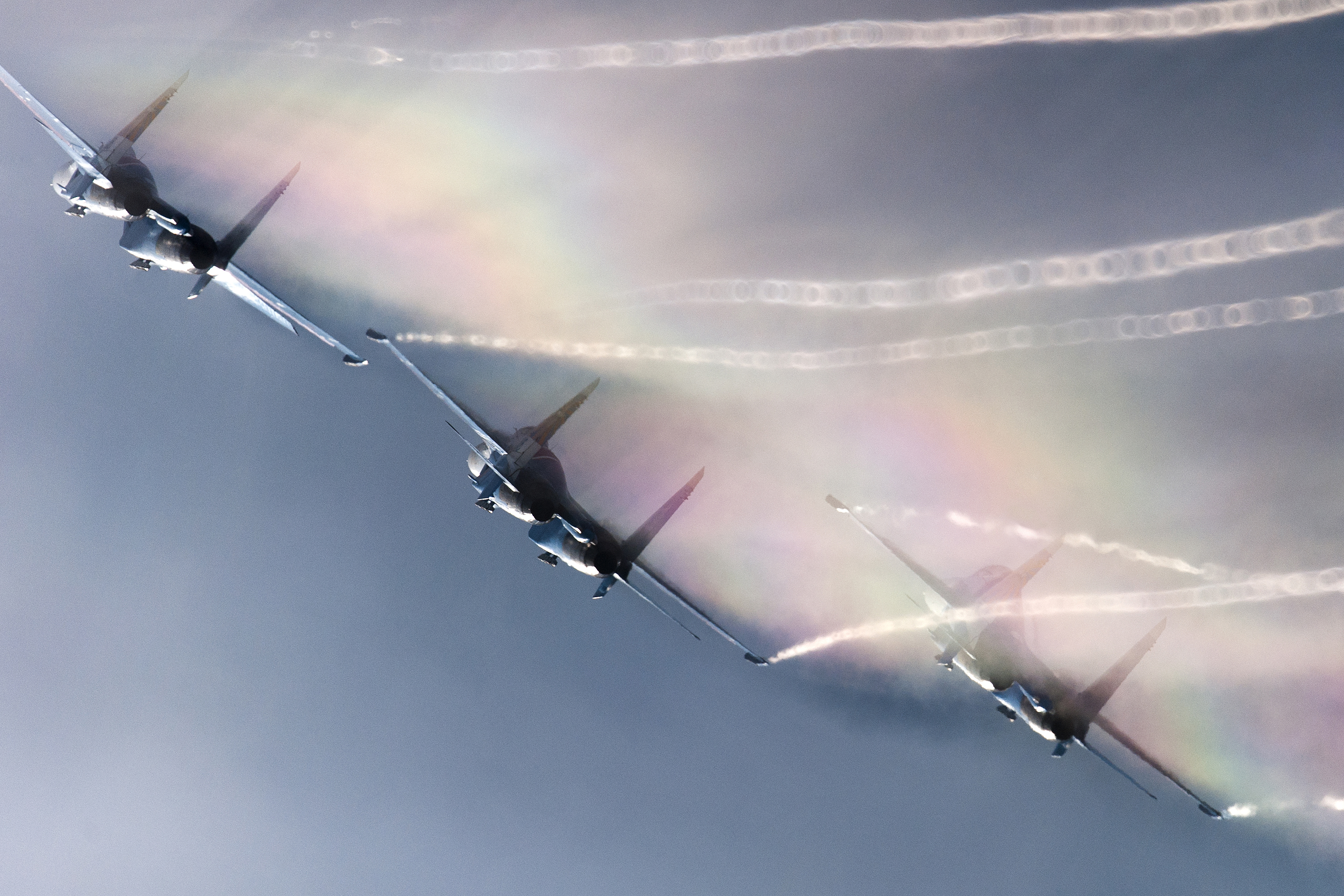

주하이 에어쇼(중국어: 中国国际航空航天博览会, 中国航展, 영어: China International Aviation & Aerospace Exhibition, Airshow China, Zhuhai Airshow)는 중국 광둥성 주하이에서 2년에 한번씩 개최되는 에어쇼이다. 서울 에어쇼와 같은 1996년에 처음 시작했다. 서울 에어쇼는 2년마다 10월, 주하이 에어쇼는 매년 11월에 개최된다.

## 같이 보기
- MAKS 에어쇼